# ایدرکانال (آمت)
ایدرکانال (به آلمانی: Amt Eiderkanal) یک منطقهٔ مسکونی در آلمان است که در شلسویگ-هولشتاین واقع شده‌است. ایدرکانال  ۱۲٬۴۷۹ نفر جمعیت دارد.